# Nickelodeon Skandinavien
Nickelodeon Skandinavien är en TV-kanal i Danmark, Finland och Norge. Den sänder program liknande de i Storbritannien och USA samt visa lokalt producerat program.

## Historik
Kanalen började sända 1996 som del av det analoga Viasat-paketet, och sände ursprungligen bara på mornarna och delade transponder via Sirius 1 (tidigare Marcopolo 1) med ZTV och på TV Sat 2 med 3+ och några danska kanaler. Kanalen lanserades officiellt den 1 februari 1997. Ursprungligen sände man bara under sex timmars tid mellan 07.00 och 13.00. Några år senare byte man transponder, och kunde då sända mellan klockan 06.00 och 18.00.
Nickelodeon började sända i det svenska digitala marknätet 2001, och i det finländska digitala marknätet 2007.
Den 18 juni 2008 skapades en separat kanal för Sverige. Nickelodeon Sverige, medan den allskandinaviska varianten förblev kvar i Danmark, Finland och Sverige.
En dansk variant, Nickelodeon Danmark, startades i mars 2008. tillsammans med VH1 Denmark, och Nickelodeon sände under sex timmar på morgonen. Till skillnad från Sverige förblev dock den allskandinaviska varianten också kvar i Danmark, tillgänglig för satellit-TV-tittare.
2011 började kanalen sända reklam på norska, fastän den också fanns i Danmark och Finland.
Den 7 januari 2013 lanserade Viacom en finländsk variant av Nick Jr. som ersatte skandinaviska Nickelodeon i det marksända nätet. Nickelodeon Skandinavien förblev dock kvar i Finland, tillgänglig för satellit-TV-tittare.

## Program
De flesta programmen är dubbade till lokala svenska. Icke-tecknade serier, riktade till en äldre publik, sänds på engelska.
Det begränsade antalet sändningstimmar har gjort att kanalen vanligtvis fått dela bandbredd med andra kanaler, som sänder på kvällar och nätter. Över Viasat brukade kanalen dela plats med Viasat Nature, Viasat Crime och Playboy TV, vilket ändrades 2007 då Viasat Nature började sända dagtid, och Nickelodeon i stället började dela plats med VH1.
I Canal Digital, sänds europeiska varianten av VH1 Classic när kanalen ligger nere, och i det svenska digitala marknätet sändes tidigare (Boxer), Star! vid dessa tidpunkter.

### Fotnoter
1. ↑  SS News vol. 01 96.09.27
2. ↑  . http://seekingalpha.com/article/75411-viacom-q1-1996-earnings-call-transcript?page=3.
3. ↑  ”Helmikuun bonuskatselussa Nick Jr.” (på finska). Plus TV. 24 juli 2015. Arkiverad från originalet den 24 juli 2015. https://web.archive.org/web/20150724022701/http://www.vspshop.fi/helmikuun-bonuskatselussa-nick-jr/. Läst 24 juli 2015.